# Ісаєв Таджитдін
Таджитдін Ісаєв (нар. 1904, кишлак Дімула-Боло Гармської волості Бухарського емірату, тепер Таджикистан — 1971, місто Душанбе, тепер Таджикистан) — радянський діяч, 3-й, 2-й секретар ЦК КП(б) Таджикистану, 1-й секретар Горно-Бадахшанського обласного комітету КП(б) Таджикистану. Депутат Верховної Ради СРСР 1—2-го скликань (1941—1950).

## Біографія
З травня 1920 по жовтень 1922 року — вантажник бавовноочисного заводу № 54 селища Каунчі Туркестанської АРСР. З жовтня 1922 по квітень 1923 року — вантажник контори залізничної станції Урсатьєвська Туркестанської АРСР. У квітні — жовтні 1923 року — муляр у заможному господарстві в Голодному степу Туркестанської АРСР. З листопада 1923 по липень 1924 року — землекоп на будівництві шосейної дороги в Термезі. З липня 1924 по квітень 1925 року — землекоп будівельної контори комунгоспу в Дюшанбе. У квітні 1925 — січні 1926 року — кетменщик у заможного селянина в кишлаку Мартена-Боло Гісарського вілояту Таджицької АРСР. З січня 1926 по травень 1927 року — вантажник на бавовноочисному заводі в Дюшанбе.
У травні 1927 — грудні 1929 року — голова кишлачної ради кишлаку Кзил-Мазар-Боло Гармського округу Таджицької АРСР.
У грудні 1929 — жовтні 1930 року — голова Гармського окружного сільськогосподарського кредитного товариства. З жовтня 1930 по грудень 1931 року — помічник виконроба будівництва шосейної дороги Гарм—Обі-Гарм.
Член ВКП(б) з квітня 1931 року.
У грудні 1931 — вересні 1932 року — голова Гармської окружної Колгоспспілки.
У вересні 1932 — січні 1934 року — голова виконавчого комітету Гармської районної ради Таджицької РСР.
З січня 1934 по січень 1935 року — студент Вищої комуністичної сільськогосподарської школи в Ленінграді. У січні 1935 — липні 1936 року — студент Вищої комуністичної сільськогосподарської школи в Сталінабаді.
З серпня по жовтень 1936 року — завідувач шкільного відділу Сталінабадського міського комітету КП(б) Таджикистану.
У жовтні 1936 — жовтні 1937 року — 1-й секретар Даштіджумського районного комітету КП(б) Таджикистану.
У жовтні 1937 — червні 1938 року — народний комісар харчової промисловості Таджицької РСР.
У червні 1938 — 23 вересня 1939 року — 3-й секретар ЦК КП(б) Таджикистану. У червні 1939 — березні 1940 року — слухач Вищої школи партійних організаторів у Москві.
23 вересня 1939 — 20 березня 1941 року — секретар ЦК КП(б) Таджикистану з пропаганди і агітації.
20 березня 1941 — 17 січня 1945 року — 2-й секретар ЦК КП(б) Таджикистану.
З лютого 1945 по жовтень 1946 року — слухач Вищої школи партійних організаторів у Москві, з жовтня 1946 по серпень 1948 року — слухач Вищої партійної школи при ЦК ВКП(б) у Москві.
У жовтні — грудні 1948 року — 1-й секретар Горно-Бадахшанського обласного комітету КП(б) Таджикистану.
З грудня 1948 по березень 1949 року — в резерві ЦК ВКП(б) у Москві.
У березні 1949 — грудні 1954 року — відповідальний організатор відділу партійних, профспілкових і комсомольських органів ЦК КП(б) Казахстану в Алма-Аті.
У грудні 1954 — лютому 1956 року — 1-й секретар Кіровського районного комітету КП Казахстану Південно-Казахстанської області.
З лютого по березень 1956 року — завідувач загального відділу виконавчого комітету Південно-Казахстанської обласної ради депутатів трудящих у місті Чимкенті. У березні 1956 — червні 1959 року — завідувач відділу соціального забезпечення виконавчого комітету Південно-Казахстанської обласної ради депутатів трудящих.
У липні — вересні 1959 року — на пенсії в місті Сталінабаді (Душанбе).
З вересня 1959 по квітень 1963 року — інструктор відділу партійних органів, член партійної комісії ЦК КП Таджикистану.
З квітня 1963 року — на пенсії в місті Душанбе, персональний пенсіонер. Партійні документи погашені ЦК КП Таджикистану в липні 1971 року як на померлого.

## Нагороди
- орден Леніна (17.10.1939)
- орден Трудового Червоного Прапора (5.01.1944)
- ордени
- медалі